# Dorstenia stellaris
Dorstenia stellaris är en mullbärsväxtart som beskrevs av Al.Santos och Romaniuc. Dorstenia stellaris ingår i släktet Dorstenia och familjen mullbärsväxter. Inga underarter finns listade i Catalogue of Life.